# Kristina Ohlsson
Kristina Ohlsson (2 de marzo de 1979) es una politóloga sueca y escritora galardonada. 
Nació en Kristianstad. Ohlsson ha trabajado como oficial antiterrorista en la Organización para la Seguridad y la Cooperación en Europa; también ha trabajado para el Servicio de Seguridad de Suecia, para el Ministerio de Asuntos Exteriores de Suecia y para el Colegio de Defensa Nacional de Suecia. Vive en Estocolmo .
Además de sus obras de ficción para adultos, que incluyen una serie protagonizada por la investigadora Fredrika Bergman, Ohlsson también ha escrito una popular trilogía de novelas de suspense para niños. En 2010, fue galardonada con el Premio Stabilo al mejor escritor de obras policiacas del sur de Suecia. En 2013 recibió el Premio a la Novela Infantil de Sveriges Radio. En 2017, recibió el Premio Crimetime Specsavers de ficción policiaca infantil.

## Obras seleccionadas[1][2]
- Askungar, novela policiaca (2009), traducida al inglés como Unwanted (2012)
- Tusenskönor, novela policiaca (2010), traducida al inglés como Silenced (2012), preselección para la Mejor novela negra del año de la Academia de escritores de novela negra suecos
- Änglavakter, novela policiaca (2011), traducida al inglés como The Disappeared (2013), preselección para la mejor novela negra de la Academia de escritores de novela negra suecos
- Paradisoffer, novela criminal (2012), traducida al inglés como Hostage
- Davidsstjärnor, novela negra (2013), traducida como The Chosen
- Lotus BLues, novela policiaca (2014)
- Mios BLues, novela policiaca (2015)
- Syndafloder, novela policiaca (2017), traducida al inglés como The Flood [3]